# Stenoxenus setiger
Stenoxenus setiger är en tvåvingeart som beskrevs av John William Scott Macfie 1939. Stenoxenus setiger ingår i släktet Stenoxenus och familjen svidknott. Inga underarter finns listade i Catalogue of Life.